# Madge Evans

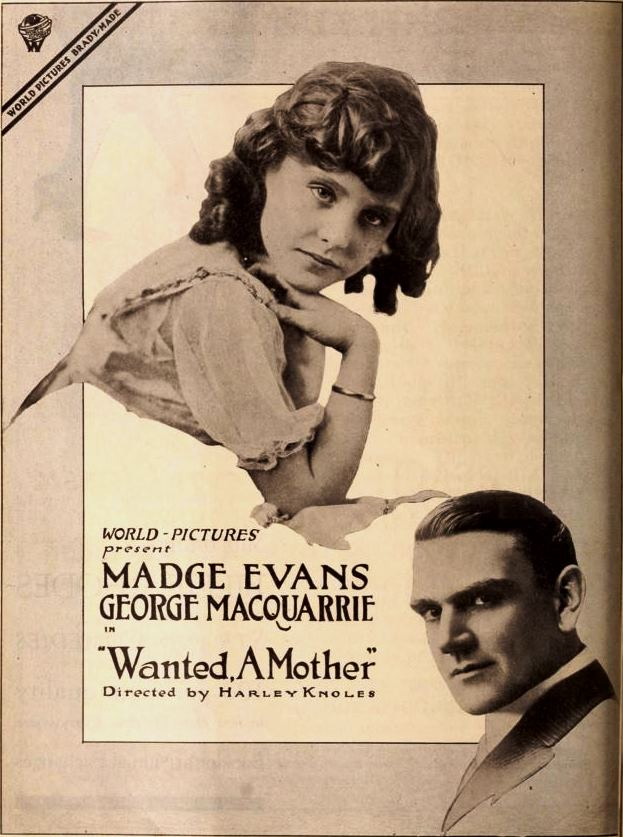
Cartell de la pel·lícula Wanted A Mother (1918) amb Madge Evans com a actriu infantil

Madge Evans (Manhattan, 1 de juliol de 1909-Oakland (Nova Jersey), 26 d'abril de 1981) va ser una actriu de teatre i cinema.

## Biografia
Margherita (Madge) Evans va néixer a Manhattan el 1909. De ben petita va fer de model per a diferents campanyes publicitàries. Als quatre anys va començar a actuar al teatre en una sèrie d'obres infantils produïdes per William A. Brady. Als 5 anys va debutar en el cinema amb “The Sign of the Cross” (1914) compaginant el teatre i el cinema. Als 8 anys va aparèixer en una producció de Broadway de Peter Ibbetson protagonitzada per John Barrymore. També va actuar a Londres. Fins al 1920 va intervenir en unes 38 pel·lícules, la majoria per a la World Pictures tot i que també va intervenir en algunes de la Fox i la Famous Players.
El 1927 va signar contracte amb la Metro Goldwyn Mayer especialitzant-se en papers d'ingènua. Entre altres pel·lícules va intervenir en “El sopar és a les vuit” (1933), “Broadway to Hollywood” (1933), “The Mayor of Hell” (1933) amb James Cagney, “Grand Canary” (1934), “David Copperfield” (1935) o “Pennies From Heaven” (1936). Entre les obres de Broadway en les que va participar destaquen On Broadway, she played in Daisy Mayme (1926), Our Betters (1928), Philip Goes Forth (1931), Here Come the Clowns (1938) and The Patriots (1943).
El 1939 es va casar amb l'escriptor Sidney Kingsley, autor de l'obra “The Patriots” en la que Evans havia participat, i es va retirar per anar a viure a una gran propietat a Oakland (Nova Jersey). Més tard, durant els anys 50 va treballar per a la ràdio i la televisió. Va morir a causa d'un càncer a la seva casa d'Oakland a l'edat de 71 anys.

## Filmografia seleccionada
- Shore Acres (1914)
- The Sign of the Cross (1914)
- Alias Jimmy Valentine (1915)
- The Seven Sisters (1915)
- The Master Hand (1915)
- Zaza (1915)
- The Little Church Around the Corner (1915)
- The Ballet Girl (1916)
- The Devil's Toy (1916)
- Sudden Riches (1916)
- Husband and Wife (1916)
- The Revolt (1916)
- The Hidden Scar (1916)
- Seventeen (1916)
- The New South (1916)
- The Web of Desire (1917)
- Maternity (1917)
- Beloved Adventuress (1917)
- The Little Duchess (1917)
- The Burglar (1917)
- The Corner Grocer (1917)
- The Adventures of Carol (1917)
- The Volunteer (1917)
- Woman and Wife (1918)
- Gates of Gladness (1918
- Wanted, a Mother (1918)
- True Blue (1918)
- Vengeance (1918)
- Stolen Orders (1918)
- The Golden Wal] (1918)
- Neighbors (1918)
- Heredity (1918)
- The Power and the Glory (1918)
- The Love Net (1918)
- The Love Defender (1919)
- Three Green Eyes (1919)
- Home Wanted (1919)
- Heidi (1920)
- The Little Match Girl (1921)
- Neighbor Nelly (1921)
- On the Banks of the Wabash (1923)
- Classmates (1924)
- The Gob (1930)
- Many Happy (1930)
- The Bard of Broadway (1930)
- Envy (1930)
- Son of India (1931)
- Sporting Blood (1931)
- Guilty Hands (1931)
- Heartbreak (1931)
- West of Broadway (1931)
- Lovers Courageous (1932)
- The Greeks Had a Word for Them (1932)
- Are You Listening? (1932)
- Huddle (1932)
- Fast Life (1932)
- Hallelujah I'm a Bum (1933)
- Hell Below (1933)
- Made on Broadway (1933)
- The Nuisance (1933)
- The Mayor of Hell (1933)
- El sopar és a les vuit (1933)
- Beauty for Sale (1933)
- Broadway to Hollywood (1933)
- Day of Reckoning (1933)
- Fugitive Lovers (1934)
- The Show-Off (1934)
- Stand Up and Cheer!  (1934)
- Grand Canary (1934)
- Paris Interlude]' (1934)
- Death on the Diamond (1934)
- What Every Woman Knows (1934)
- Helldorado (1935)
- David Copperfield (1935)
- Age of Indiscretion (1935)
- Men Without Names (1935)
- Calm Yourself (1935)
- The Tunnel (1935)
- Exclusive Story (1936)
- Moonlight Murder (1936)
- Piccadilly Jim (1936)
- Pennies from Heaven (1936)
- Espionage (1937)
- The Thirteenth Chair (1937)
- Sinners in Paradise (1938)
- Army Girl (1938)